# 1975年の文学
1975年の文学（1975ねんのぶんがく）では、1975年（昭和50年）の文学に関する出来事について記述する。

## できごと
- 1月16日 - 第72回芥川龍之介賞・直木三十五賞（1974年下半期）の選考委員会開催。
- 3月29日 - 三島由紀夫に共感していた村上一郎が日本刀で頸動脈を切断して自殺。
- 4月 - 有吉佐和子の『複合汚染』上巻が新潮社より刊行される（下巻は7月刊行）。同書は1975年年間ベストセラーの総合2位を記録した[1]。
- 6月 - 司馬遼太郎の『播磨灘物語』が講談社より刊行される。同書は1975年年間ベストセラーの総合1位を記録した[1]。
- 10月9日 - 林房雄が死去。

## 賞

### 芥川賞・直木賞
第72回（1974年下半期）
- 芥川賞 - 日野啓三『あの夕陽』、阪田寛夫『土の器』
- 直木賞 - 半村良『雨やどり』、井出孫六『アトラス伝説』

第73回（1975年上半期）
- 芥川賞 - 林京子『祭りの場』
- 直木賞 - 該当作なし

### その他の賞
- 谷崎潤一郎賞（第11回） - 水上勉『一休』
- 泉鏡花文学賞（第3回） - 森茉莉『甘い蜜の部屋』
- 群像新人文学賞（第18回） - 林京子『祭りの場』

## 1975年の本

### 小説・戯曲
- 安部公房 『ウエー 新どれい狩り』（新潮社）
- 有吉佐和子 『複合汚染』（新潮社）
- 川端康成 『天授の子』（新潮社）
- 司馬遼太郎 『播磨灘物語』（講談社）
- 高橋三千綱 『退屈しのぎ』（講談社）
- 檀一雄 『火宅の人』（新潮社）
- 林京子 『祭りの場』（講談社）
- 丸谷才一 『横しぐれ』（講談社）
- 三浦綾子 『細川ガラシャ夫人』（主婦の友社）
- 三木卓 『震える舌』（河出書房新社）
- 水上勉 『はなれ瞽女おりん』（新潮社）
- 森茉莉 『甘い蜜の部屋』（新潮社）
- ケルテース・イムレ 『運命ではなく』（マグウェテー）　※日本語訳刊行は2003年

### その他
- 安部公房 『笑う月』（新潮社）
- 小林信彦 『われわれはなぜ映画館にいるのか』（晶文社）
- 立花隆 『中核VS革マル』（講談社）
- 長野敬 『生物学の旗手たち』（朝日新聞社）
- 和田誠 『お楽しみはこれからだ』（文藝春秋）

## 死去

### 1 - 3月
- 1月12日 - 間宮茂輔、東京府出身の作家。75歳没。
- 1月18日 - 江口渙、栃木県出身の作家、日本民主主義文学同盟初代議長。
- 2月7日 - 香山滋、東京市出身の小説家。映画『ゴジラ』の原作者として知られる。70歳没。
- 2月14日 - P・G・ウッドハウス、イギリスの小説家。93歳没。
- 3月2日 - 村野四郎、東京府出身の詩人。73歳没。
- 3月7日 - ミハイル・バフチン、ロシアの思想家・文芸批評家。79歳没。
- 3月29日 - 村上一郎、東京府の文芸評論家、小説家、歌人。54歳没。

### 4 - 6月
- 4月5日 - 那須辰造、和歌山県出身の児童文学者。70歳没。
- 4月19日 - ロベール・アロン、フランスの著述家。76歳没。
- 5月10日 - 渡辺一夫、東京府出身のフランス文学者。73歳没。
- 5月11日 - 梶山季之、京城出身の日本の小説家・ジャーナリスト。45歳没。
- 5月15日 - 野村尚吾、日本の編集者・作家。63歳没。
- 6月8日 - マレイ・ラインスター、米国のSF作家。78歳没。
- 6月30日 - 金子光晴、日本の詩人。79歳没。

### 7 - 9月
- 9月4日 - 壺井繁治、香川県出身の詩人。77歳没。
- 9月15日 - 豊子愷、中国の漫画家・翻訳家。76歳没。
- 9月20日 - サン＝ジョン・ペルス、フランスの詩人・外交官。1960年にノーベル文学賞を受賞した。88歳没。

### 10 - 12月
- 10月9日 - 林房雄、大分県出身の小説家、文芸評論家。72歳没。
- 10月27日 - レックス・スタウト、米国の小説家。88歳没。
- 11月2日 - ピエル・パオロ・パゾリーニ、イタリアの映画監督・小説家・詩人。53歳没。
- 12月4日 - ハンナ・アーレント、ドイツ出身のユダヤ人で米国に亡命した思想家。69歳没。
- 12月19日 - 辻まこと、福岡県出身の詩人・画家。62歳没。